# Buckner Stith Morris
Pour les articles homonymes, voir Morris.
Buckner Stith Morris (né le 19 août 1800 à Augusta dans le Kentucky - mort le 16 décembre 1879 à Chicago) est un homme politique américain membre du Parti whig.
Il a été le deuxième maire de Chicago entre 1838 et 1839 puis membre du conseil municipal de Chicago en 1844.

## Carrière politique
Morris épouse Evelina Barker dans le Kentucky en 1832 et le couple s'installe à Chicago en 1834, où Morris ouvre un cabinet d'avocats avec J. Young Scammon. Il participe à la création du Chicago Lyceum, la première société littéraire de la ville. En 1835, cependant, Morris a quitté son partenariat avec Scammon et pratique le droit avec Edward Casey.
Il est élu maire de Chicago en 1838, puis conseiller municipal de la 6e circonscription de 1839 à 1840 et de nouveau en 1844, démissionnant au cours de son second mandat. Il se présente sans succès au poste de secrétaire d'État de l'Illinois en 1852 sous l'étiquette Whig et devient juge à la Cour de circuit du comté de Lake (près de Chicago) de 1853 à 1855.
Il s'oppose ouvertement à la guerre de Sécession (1861-1865) et ce qu'il appelle la « guerre entre les États ». Il est soupçonné de sympathiser avec les Copperheads. En 1864, il est arrêté pour avoir aidé les soldats Confédérés à libérer des soldats de l'armée de l'Union qui étaient prisonniers de guerre au camp Douglas, situé juste au sud de la ville. Il est emprisonné, mais gracié neuf mois plus tard. En conséquence, il perd la plupart de ses biens à la suite de saisies immobilières.
Après la mort d'Evelina en 1847, il épouse Eliza Stephenson en 1850. Eliza meurt en 1855. Morris meurt à Chicago en 1879 à l'âge de 79 ans. Il est enterré au cimetière de Rosehill à Chicago.

## Sources
- Andreas, A.T. History of Chicago: From the Earliest Period to the Present Time. A.T. Andreas, 1884–86.
- Grossman, James R., Ann Durkin Keating and Janice L. Reiff, editors. Encyclopedia of Chicago. University of Chicago Press, 2004.
- Visitors Guide to Historic Rosehill. Rosehill Cemetery & Mausoleum, 1987.